# La Théorie de Broca
Pour les articles homonymes, voir Broca (homonymie).
La Théorie de Broca est un épisode de la série télévisée Stargate SG-1. C'est le quatrième épisode de la saison 1 et par conséquent le quatrième épisode de la série.

## Scénario
SG-1 découvre P3X-797, une planète divisée en une terre d’ombre et une terre de lumière. La terre de lumière est peuplée par des humains semblables à ceux de l'âge du bronze, alors que la terre d’ombre est peuplée par des êtres primitifs et violents qui attaquent les membres de SG-1. Selon le peuple de lumière, ceux qui restent trop longtemps dans la zone d'ombre deviennent primitifs comme eux.
À leur retour sur Terre, certains soldats ont un comportement plus qu'agressif, et Carter tente soudainement d'avoir une relation sexuelle avec O'Neill, malgré le désaccord de celui-ci. Le docteur Fraiser indique que toutes les personnes touchées agissent comme des animaux, obéissant à leurs instincts primaires (comme Samantha qui tenta d'avoir une relation avec O'Neill car il était le chef de la « meute »).
O’Neill commence également à ne plus maîtriser ses instincts, notamment sa jalousie quand Daniel dit qu'il va aller voir si Samantha va bien. Comme Carter, il est neutralisé. Le docteur Fraiser ne comprend pas que Teal'c et Daniel n'aient pas été infectés car ils ont été en contact avec les êtres de la terre d'ombre.
Le cas de O'Neill s'aggrave, il devient de plus en plus bestial et enragé : Fraiser doit augmenter les sédatifs. Le général Hammond proclame la quarantaine et prend des mesures radicales en exigeant que toute personne tentant de s'échapper du SGC soit abattue et que son corps soit brûlé.
Si Teal'c est immunisé contre quasiment tout, Daniel semble être immunisé naturellement. Ils repartent donc en mission tous deux sur P3X-797 et y trouvent l'un des membres du peuple de lumière, la fille du chef. Daniel veut l'emporter mais Teal'c refuse, prétextant qu'ils n'ont pas le temps. Ils sont attaqués par les êtres de la terre d'ombre, et Jackson est enlevé.
Au SGC, il y a de plus en plus de malades ; Hammond lui-même est atteint. O'Neill reprend conscience et ordonne que l'on lui donne davantage de sédatif. Le docteur Fraiser refuse car il a déjà dépassé les doses maximales, mais finalement accepte. O'Neill reprend partiellement conscience bien qu'il ait du mal à parler, mais Fraiser lui déclare qu'elle ne peut le laisser longtemps sous une telle dose de sédatifs car cela serait très dangereux. Il lui ordonne alors d'expérimenter des solutions sur lui pour comprendre comment guérir.
Teal'c demande aux habitants de la terre de lumière de l'aider à retrouver Daniel, mais ils refusent, prétextant qu'il est trop tard. Teal'c annonce alors que la fille du chef se trouve là-bas, mais ce dernier refuse toujours. Teal'c leur demande d'accepter une prise de sang, mais ils refusent également. Il assomme alors les gardes et prélève du sang sur l'un d'eux. Il revient au SGC et donne le sang à Fraiser. Le jaffa vient voir O'Neill toujours malade, lui annonce qu'il a perdu Daniel et lui demande son pardon.
Fraiser arrive alors pour annoncer qu'elle comprend pourquoi Daniel est moins atteint que d'autres : il a dans le corps moins d'histamine. Daniel et elle-même sont allergiques et prennent régulièrement des anti-histaminiques, ce qui explique qu'ils ne soient pas tombés malades. Elle donne un traitement à O'Neill, et il guérit. Bientôt tous les membres du SGC sont guéris, et lancent une opération pour récupérer et guérir les habitants de la terre d'ombre dont Daniel.
L'opération réussie, ils annoncent aux humains de la terre de lumière qu'ils ont un remède, avec comme preuve Daniel qu'ils amènent endormi et contaminé et qui à son réveil est normal. Ils leur apprennent alors le moyen pour guérir tous les autres, et leur présentent les gens qu'ils ont guéris (dont le père de la reine et la fille du roi).
Samantha s'excuse alors auprès de O'Neill de sa conduite quand elle l'a embrassé mais ce dernier prétend ne pas s'en souvenir, alléguant qu'il était déjà lui aussi malade. Cependant, quand elle annonce ne pas avoir de cicatrices, il lui répond « tant mieux, sinon vous n'auriez pas pu remettre ce magnifique tee-shirt laissant apparaître votre nombril » (c'est celui qu'elle portait quand elle a tenté de le séduire).

## Distribution
- Richard Dean Anderson : Jack O'Neill
- Amanda Tapping : Samantha Carter
- Christopher Judge : Teal'c
- Michael Shanks : Daniel Jackson
- Don S. Davis : George Hammond
- Teryl Rothery : Janet Fraiser (non créditée)
- Gary Jones : Walter Davis
- Steve Makaj : Colonel Makepeace
- Gerard Plunkett : Haut-conseiller Tuplo
- Nicole Oliver : Leedora
- Roxanna Phillip : Melosha

## Le titre de l'épisode
Le titre de l'épisode est une référence à un personnage bien réel : Paul Broca (1824 — 1880) ; l'aire de Broca serait à l'origine du langage chez les ancêtres de l'homme.